# 1913年中華民國大總統選舉
1913年中華民國大總統選舉為中華民國政府舉行的第1任大總統選舉。結果由袁世凱以507票當選大總統，黎元洪以601票當選副總統，並於10月10日就職。

## 背景

### 大總統選舉法的制定
1913年，第1屆國會成立，面臨憲法的制定與總統選舉。當時主張先定憲法，後選總統。二次革命失敗後，袁世凱威權益大。於是，參議院和眾議院組成的憲法會議，提前擬定「大總統選舉法」。10月4日議決，由憲法會議公佈，並由大總統送登政府公報。

## 選舉情況
總統選舉於1913年10月6日在憲法會議議場舉行，由國會議員根據《大總統選舉法》開會選舉大總統。總統選舉期間，由袁世凱手下偽裝組成的公民團包圍國會，叫喊「今日非將公民所屬望的總統選出，不許選舉人出會場一步」。然而，在前兩輪投票中，袁世凱仍然分別只得到471票和497票，不滿法定3/4之票數。於是舉行第三次投票，以第二次投票較多的袁世凱及黎元洪進行決選。結果，在出席的722名議員中，袁世凱得507票，超過法定的票數，當選中華民國第1任大總統。10月7日，在同地點選舉副總統，結果出席議員719名，黎元洪以610票，當選中華民國第1任副總統。

## 得票情形
| 候選人 | 黨籍   | 得票    | 當選 |
| 候選人 | 黨籍   | 票數    | 當選 |
| ------ | ------ | ------- | ---- |
| 袁世凱 | 公民黨 | 507/722 | 當選 |

| 候選人 | 黨籍   | 得票    | 當選 |
| 候選人 | 黨籍   | 票數    | 當選 |
| ------ | ------ | ------- | ---- |
| 黎元洪 | 進步黨 | 610/719 | 當選 |

### 書籍
- . 台北: 中央選舉委員會. 1987年.